# Cyril Jeunechamp
Cyril Jeunechamp (ur. 18 grudnia 1975 w Nîmes) – francuski piłkarz występujący na pozycji obrońcy lub pomocnika.

## Kariera
Jeunechamp zawodową karierę rozpoczynał w 1994 roku w drugoligowym klubie Nîmes Olympique. W 1995 roku spadł z nim do Championnat National. W Nîmes spędził jeszcze dwa sezony.
Latem 1997 podpisał kontrakt z pierwszoligowym AJ Auxerre. W Ligue 1 zadebiutował 2 sierpnia 1997 roku w przegranym 0:3 pojedynku z RC Lens. 5 września 1997 w wygranym 5:0 meczu z LB Châteauroux strzelił pierwszego gola w trakcie gry w Ligue 1. W Auxerre spędził cztery lata. W tym czasie w jego barwach wystąpił 113 razy i strzelił 4 gole.
W 2001 roku przeszedł do innego pierwszoligowca – SC Bastii. Pierwszy ligowy mecz zaliczył tam 28 lipca 2001 przeciwko CS Sedan (1:1). W 2002 roku dotarł z zespołem do finału Pucharu Francji, jednak Bastia przegrała tam 0:1 z FC Lorient.  W grudniu 2002 roku Jeunechamp został wypożyczony do Stade Rennais. Zadebiutował tam 15 stycznia 2003 w przegranym 0:2 ligowym pojedynku z Olympique Marsylia. Po zakończeniu sezonu 2002/2003 Rennais postanowiło wykupić Jeunechampa z Bastii.
W 2007 roku podpisał kontrakt z OGC Nice. W nowym klubie po raz pierwszy zagrał 24 listopada 2007 w wygranym 2:1 ligowym meczu z Paris Saint-Germain. W OGC grał przez dwa sezony. Latem 2009 roku odszedł do beniaminka Ligue 1 – Montpellier HSC. Pierwszy ligowy mecz w jego barwach zaliczył 8 sierpnia 2009 przeciwko Paris Saint-Germain (1:1). W sezonie 2011/2012 wywalczył z Montpellier mistrzostwo Francji.
W latach 2014–2015 Jeunechamp grał w FC Istres, w którym zakończył karierę.
| Sezon   | Klub            | Kraj    | Rozgrywki            | Mecze | Bramki | Rozgrywki Europy   | Mecze | Bramki |
| ------- | --------------- | ------- | -------------------- | ----- | ------ | ------------------ | ----- | ------ |
| 1994/95 | Nîmes Olympique | Francja | Division 2           | 15    | 2      | -                  | -     | -      |
| 1995/96 | Nîmes Olympique | Francja | National             | 24    | 4      | -                  | -     | -      |
| 1996/97 | Nîmes Olympique | Francja | National             | 26    | 5      | Liga Europy UEFA   | 4     | 1      |
| 1997/98 | AJ Auxerre      | Francja | Division 1           | 28    | 2      | Liga Europy UEFA   | 12    | 1      |
| 1998/99 | AJ Auxerre      | Francja | Division 1           | 25    | 2      | Liga Europy UEFA   | 2     | 0      |
| 1999/00 | AJ Auxerre      | Francja | Division 1           | 30    | 0      | -                  | -     | -      |
| 2000/01 | AJ Auxerre      | Francja | Division 1           | 30    | 0      | Liga Europy UEFA   | 8     | 2      |
| 2001/02 | SC Bastia       | Francja | Division 1           | 29    | 1      | Liga Europy UEFA   | 2     | 0      |
| 2002/03 | SC Bastia       | Francja | Ligue 1              | 16    | 0      | -                  | -     | -      |
| 2002/03 | Stade Rennais   | Francja | Ligue 1              | 14    | 1      | -                  | -     | -      |
| 2003/04 | Stade Rennais   | Francja | Ligue 1              | 31    | 1      | -                  | -     | -      |
| 2004/05 | Stade Rennais   | Francja | Ligue 1              | 34    | 0      | -                  | -     | -      |
| 2005/06 | Stade Rennais   | Francja | Ligue 1              | 13    | 0      | Liga Europy UEFA   | 1     | 0      |
| 2006/07 | Stade Rennais   | Francja | Ligue 1              | 10    | 2      | -                  | -     | -      |
| 2007/08 | Stade Rennais   | Francja | Ligue 1              | 5     | 0      | Liga Europy UEFA   | 4     | 0      |
| 2007/08 | OGC Nice        | Francja | Ligue 1              | 22    | 0      | -                  | -     | -      |
| 2008/09 | OGC Nice        | Francja | Ligue 1              | 19    | 0      | -                  | -     | -      |
| 2009/10 | Montpellier HSC | Francja | Ligue 1              | 28    | 0      | -                  | -     | -      |
| 2010/11 | Montpellier HSC | Francja | Ligue 1              | 31    | 0      | Liga Europy UEFA   | 1     | 0      |
| 2011/12 | Montpellier HSC | Francja | Ligue 1              | 12    | 0      | -                  | -     | -      |
| 2012/13 | Montpellier HSC | Francja | Ligue 1              | 8     | 0      | Liga Mistrzów UEFA | 0     | 0      |
| 2013/14 | FC Istres       | Francja | Ligue 2              | 16    | 0      | -                  | -     | -      |
| 2014/15 | FC Istres       | Francja | Championnat National | 13    | 0      | -                  | -     | -      |